# Балаян, Ваграм Размикович
Ваграм Размикович Балаян (арм. Վահրամ Ռազմիկի Բալայան; род. 22 августа 1962, Киш, Ходжавендский район) — государственный деятель и историк непризнанной Нагорно-Карабахской Республики (НКР), депутат Национального собрания НКР III, V, VI и VII созывов (2000—2005, 2010—2023), доктор исторических наук, профессор.

## Биография
Родился 22 августа 1962 года в селе Гиши (ныне Киш), Мартунинский район, Нагорно-Карабахская АО, Азербайджанская ССР, СССР. В 1979 году окончил среднюю школу там же.

### Научно-преподавательская деятельность
В 1979—1983 году обучался на историческом факультете Степанакертского педагогического института. В 1983—1985 годах преподавал историю в средней школе в Гиши. В 1985—1988 годах учился в аспирантуре в Ереванском государственном педагогическом институте.
С 1989 года работал в Степанакертском отделении Кироваканского педагогического института (бывший Степанакертский педагогический институт), в 1992 году преобразованном в Арцахский государственный университет (АрГУ). В 1992—2009 годах возглавлял кафедру истории АрГУ, в 2008—2013 годах являлся проректором по научной работе. Профессор.
В 1996 году создал Арменоведческий центр АрГУ. В 2013 году защитил докторскую диссертацию на тему «Исторические и идеологические проявления борьбы за освобождение и государственность в Арцахе (вторая половина 17-го века — 2007 год)» в Институте истории НАН РА.
Являлся главным редактором «Арменоведческого журнала» АрГУ. Написал 116 научных работ.

### Политическая деятельность
С 1991 года состоит в партии «Дашнакцутюн».
В 2000 году был избран депутатом Национального собрания НКР (НС НКР) III созыва. Являлся руководителем фракции «Дашнакцутюн».
В 2010 году был избран депутатом НС НКР V созыва. 2014—2015 годах являлся заместителем председателя постоянной комиссии НС НКР по финансово-бюджетным вопросам и экономическому управлению.
В 2015 году был избран депутатом НС НКР VI созыва по списку партии «Дашнакцутюн». В 2015—2020 годах являлся заместителем председателя НС НКР.
В 2020 году был избран депутатом НС НКР VII созыва по списку партии «Дашнакцутюн». Являлся председателем постоянной комиссии НС НКР по внешним сношениям.
Женат, имеет двоих детей.

## Награды
- Премия имени Егише (НКР) — дважды, в 2003 году за книгу «История Арцаха, с античности до наших дней» и позднее за документальный фильм «Арцах — на перекрестках истории»[1].
- Медали «Благодарность» (НКР, 1 октября 2009), за вклад в создание и публикацию атласа НКР[1].
- Орден «Месроп Маштоц» (НКР, 16 февраля 2018)[1].